# 新子郵便局
新子郵便局（あたらしゆうびんきょく）は奈良県吉野郡吉野町にある郵便局。民営化前の分類では無集配特定郵便局であった。

## 概要
住所：〒639-3433 奈良県吉野郡吉野町新子287-5
- かつては吉野町内を吉野郵便局、中竜門郵便局と共に担う集配郵便局であったが、民営化に先立っての集配郵便局再編の際に、当該業務を廃止し吉野郵便局へ移管した。

## 沿革
- 1874年（明治7年）7月 - 新子郵便取扱所として開設[1]。
- 1875年（明治8年）1月1日 - 五等郵便局になる[1]。
- 1885年（明治18年）10月1日 - 貯金業務開始[1]。
- 1886年（明治19年）4月26日 - 三等郵便局になる[1]。
- 1893年（明治26年）4月1日 - 為替業務を開始[1]。
- 2007年（平成19年）2月19日 - 吉野郵便局へ集配業務を移管。
- 2007年（平成19年）10月1日 - 民営化
- 2012年（平成24年）10月1日 - 日本郵便株式会社発足。
- 2022年（令和4年）10月17日 - 一時閉鎖
- 2022年（令和4年）10月24日 - 営業再開

## 取扱内容
- 郵便、印紙、ゆうパック、内容証明
- 貯金、為替、振替、振込、国債
- 生命保険、バイク自賠責保険
- 宝くじの販売
- ゆうちょ銀行ATM

## 風景印
- 図案は吉野川と紙漉き、割り箸。
- 使用開始日は1988年（昭和63年）10月1日